# Dysithamnus leucostictus
Formigueiro-de-listas-brancas ou choquinha-albilistada (Dysithamnus leucostictus) é uma espécie de ave da família Thamnophilidae.
Pode ser encontrada nos seguintes países: Colômbia, Equador, Peru e Venezuela.
Os seus habitats naturais são: regiões subtropicais ou tropicais húmidas de alta altitude.

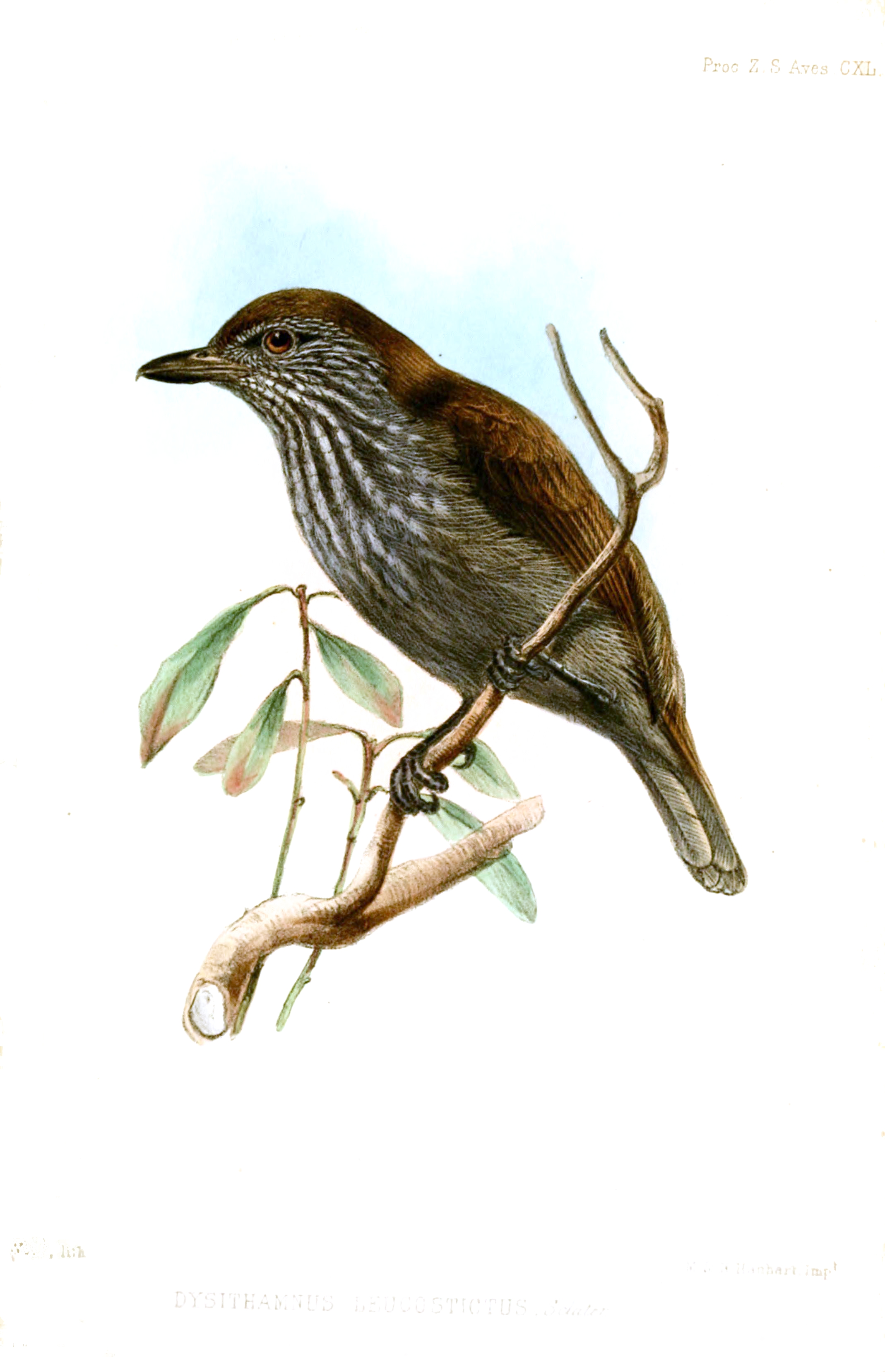
Fêmea